# Saint-Sulpice-de-Favières
Saint-Sulpice-de-Favières  [sɛ̃ sylpis d̪ǝ faviɛʁ] je francouzská obec v departementu Essonne v regionu Île-de-France. V obci se nachází kostel svatého Sulpicia Pia.

## Poloha
Obec Saint-Sulpice-de-Favières se nachází asi 37 km jihozápadně od Paříže. Obklopují ji obce Saint-Yon na severu, Boissy-sous-Saint-Yon na severovýchodě, Mauchamps na východě, Étréchy na jihovýchodě, Chauffour-lès-Étréchy na jihu a jihozápadě, Souzy-la-Briche na západě a Breux-Jouy na severozápadě.

## Vývoj počtu obyvatel
Počet obyvatel